# Konkretion

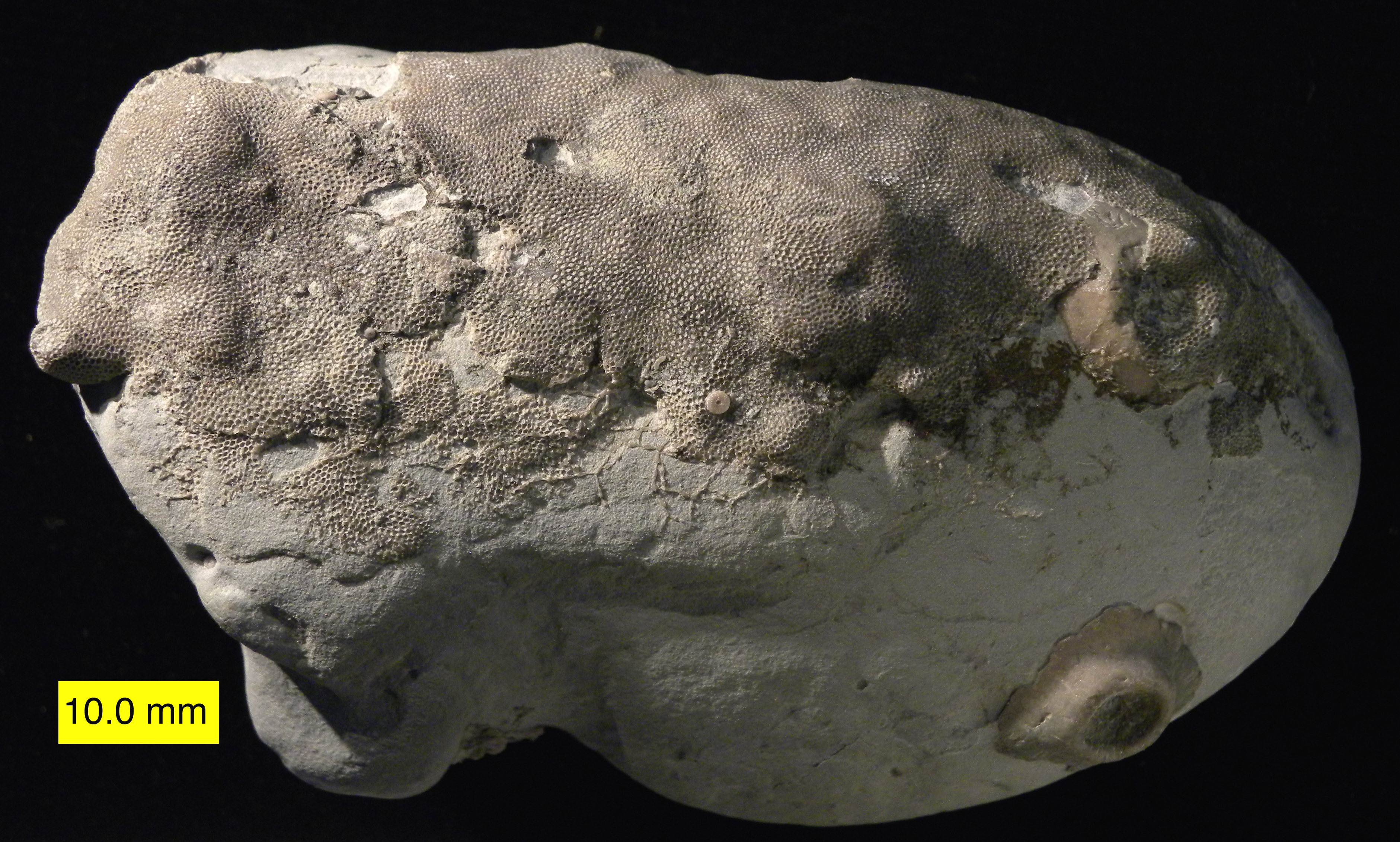
Konkretion

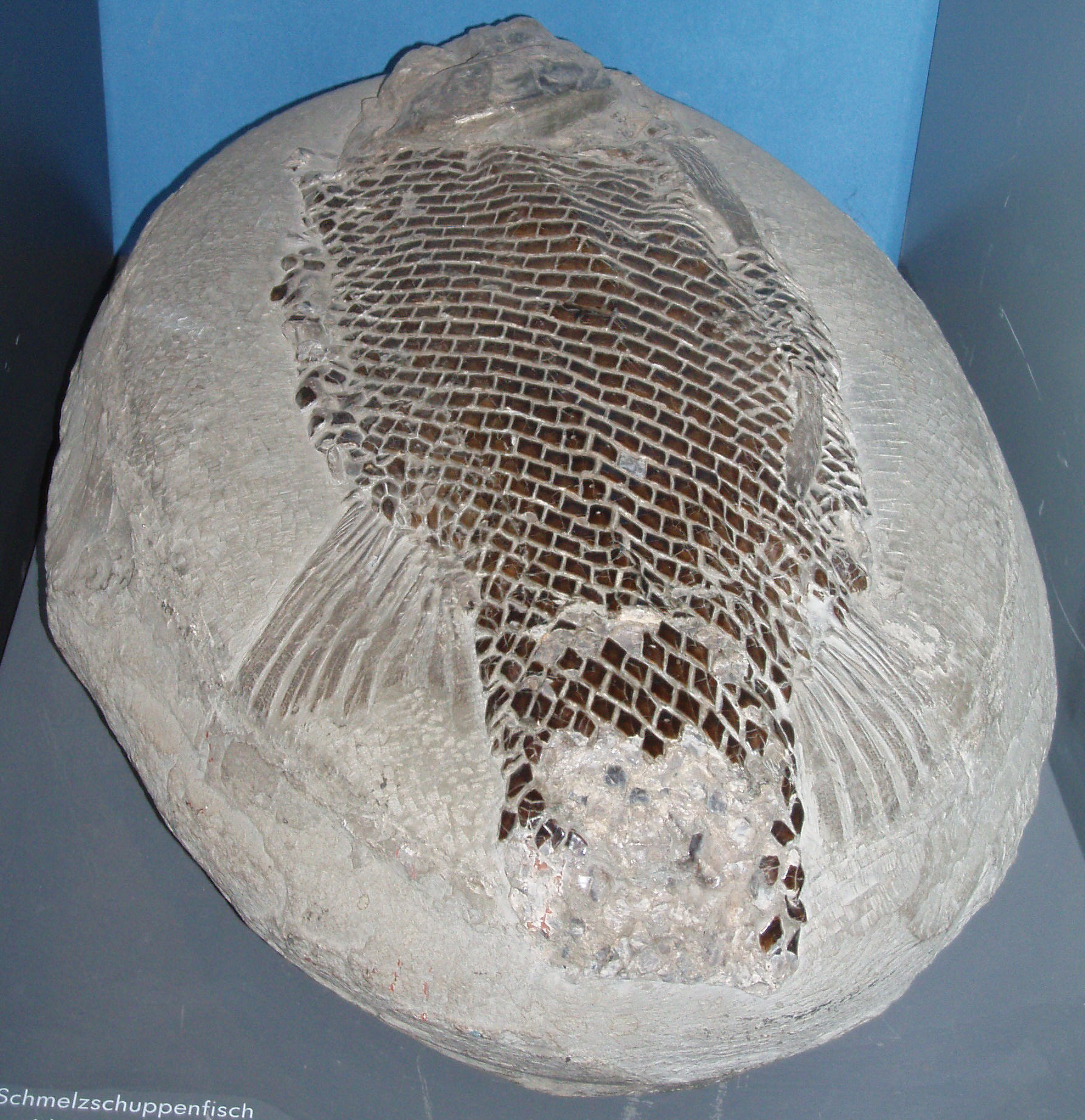
Versteinerter Schmelzschuppenfisch auf Schieferkonkretion

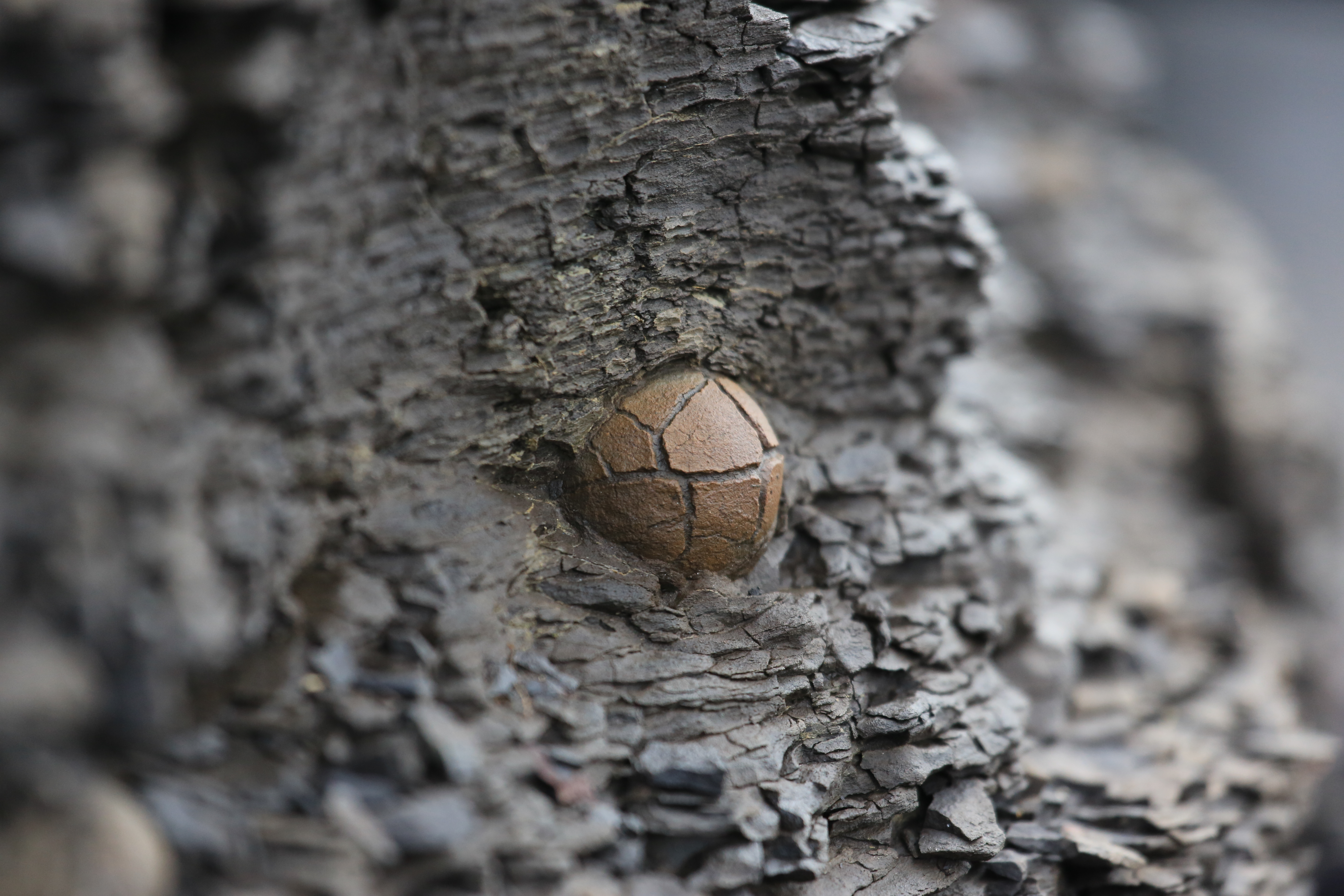
In Schiefer eingebettete Konkretion auf Svalbard

Eine Konkretion ist ein unregelmäßiges, häufig auch rundlich gestaltetes Mineral-Aggregat, das in einem anders gearteten feinkörnigen Sediment aus einer wässrigen, zirkulierenden Lösung (Porenwasser) ausgesintert  ist.
Die Konkretion setzt an einem Kristallisationsmittelpunkt an, meist bedingt durch einen anderen Chemismus, und wächst allmählich nach außen weiter. Beispiele hierfür sind kreidezeitliche Feuersteinknollen im Kalk, Geoden im Ton und Lößkindel.
Letztere, Karbonatkonkretionen bis zu Ballgröße, werden auch in der Bodenkunde beschrieben. Dabei handelt es sich um unregelmäßig-rundliche, bis nussgroße Anreicherungen von Eisen- und Manganoxiden, die sich unter Luftzutritt, in der aeroben Phase, in Gley- und Pseudogleyböden ausbilden. Sie sind dunkelbraun bis schwarz und lösen sich meist wieder auf, wenn die anaerobe Phase wieder eintritt. Es kann aber auch zur Bildung von Raseneisenstein kommen.
Bis zu drei Meter große Konkretionen in oft perfekter Kugelgestalt finden sich auf der Champ-Insel.
Die auf Spitzbergen (Svalbard) anzutreffenden Konkretionen sind auch nahezu kugelrund, jedoch meist nur wenige Zentimeter groß.
Bei der Bildung von Rissen und ihrer nachfolgenden Ausfüllung mit neu gebildeten Mineralen entstehen Septarien.

## Beispiele
- Moeraki Boulders, Neuseeland
- Katiki Boulders, Neuseeland
- Moqui-Marbles, Utah

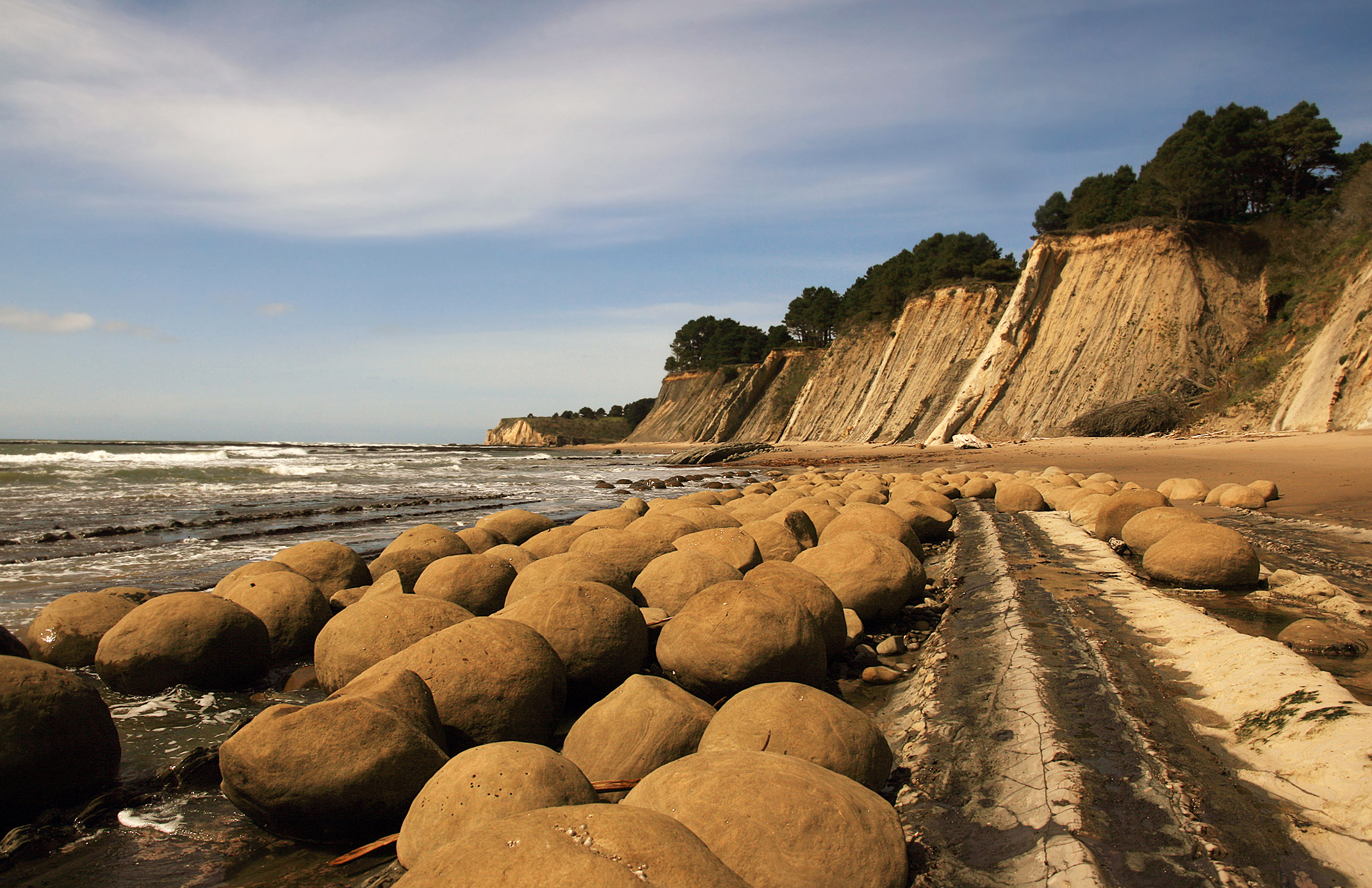
Konkretionen am Bowling Ball Beach, Kalifornien, USA

- Bowling Ball Beach, Kalifornien, USA
- Costești (Vâlcea), Ulmet (Buzău) und andere Stellen in Rumänien[1][2][3][4][5]
- Tschukotka, Ostsibirien, am Khishchnikov River[6][7][8]